# Cephalomanes
Genre
Cephalomanes est un genre de fougères de la famille des Hyménophyllacées. 

## Description

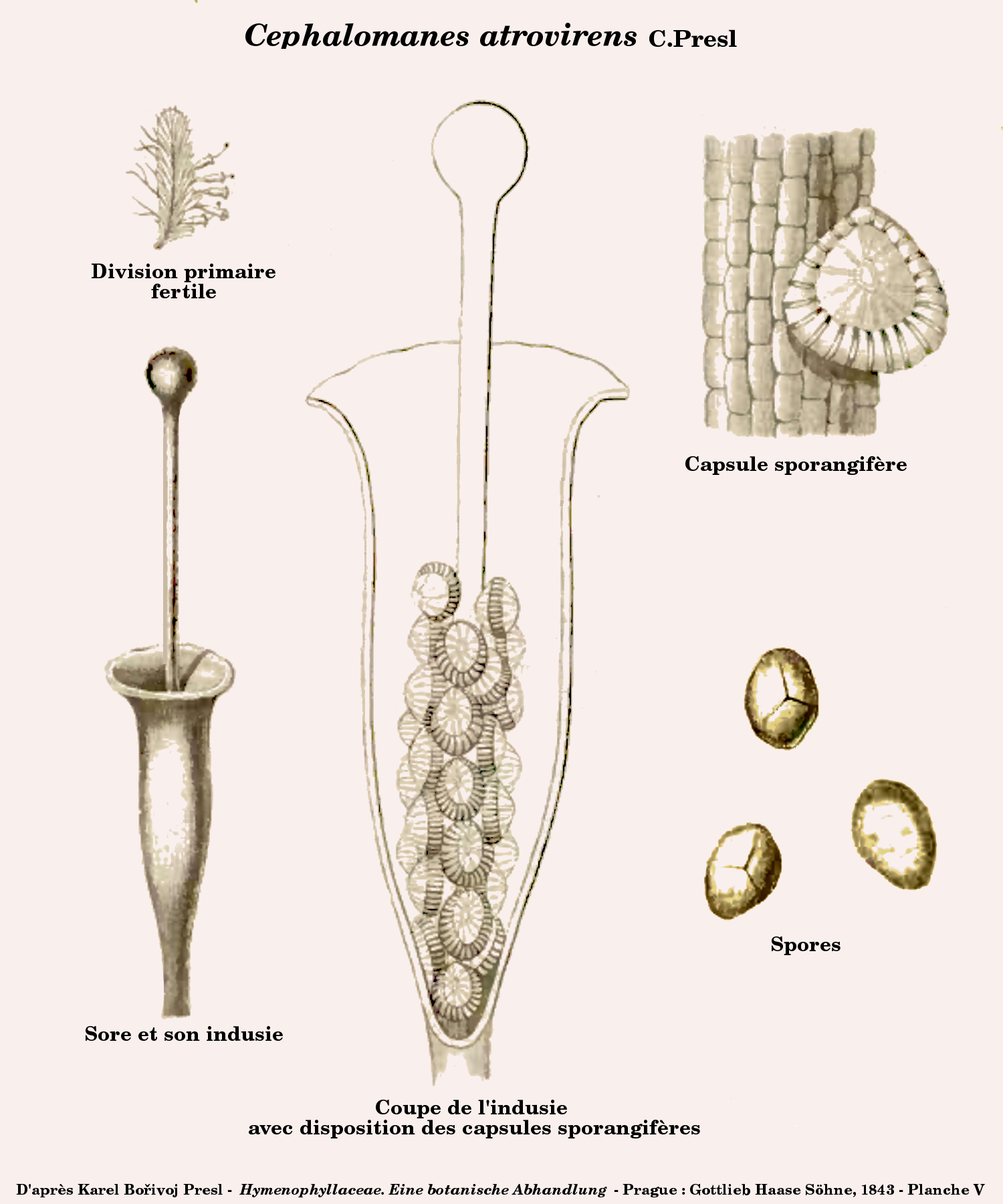

Les principales caractéristiques du genre sont :
- les limbes des frondes divisés une fois
- des racines présentes et robustes
- l'absence de fausses nervures
- les sores sont paratactics et l'indusie des sores est campanulée.

Les espèces du genre comptent 32 paires de chromosomes.

## Répartition et habitat
Les espèces sont exclusivement tropicales ou équatoriales d'Asie ou du Pacifique. 

## Dénominations et systématique

### Historique du genre
Le genre a été créé par Karel Bořivoj Presl en 1843.
Karl Anton Eugen Prantl en fait une section du genre Lacostea Copel en 1875
Cornelis Rugier Willem Karel van Alderwerelt van Rosenburgh en fait une série en 1908 - Trichomanes sect. Eutrichomanes  subsect. Lacostea series Cephalomanes (C.Presl) Alderw. - de la sous-section Lacostea.
Konrad Hermann Heinrich Christ en fait un sous-genre du genre Trichomanes en 1906, suivi en cela par Roland Bonaparte en 1919.
Conrad Vernon Morton crée une section Cephalomanes du sous-genre Trichomanes subg. Pachychaetum en 1968.
Enfin, Atsushi Ebihara, Jean-Yves Dubuisson, Kunio Iwatsuki, Sabine Hennequin et Motomi Ito reconnaissent à nouveau le genre en 2006, sur la base d'études de phylogénétique moléculaire.

### Liste des espèces
La liste des espèces a été constituée en premier à partir du document de Atsushi Ebihara, Jean-Yves Dubuisson, Kunio Iwatsuki, Sabine Hennequin et Motomi Ito, et a été complétée des indications des index IPNI et Tropicos à la date de juin 2010. Lorsque ces indications n'ont pas été suffisantes, en particulier pour les synonymies, elles ont été recherchées dans les documents et index historiques comme ceux de Conrad Vernon Morton, Christensen (en général retranscrit par l'IPNI) et tout autre document disponible, en particulier sur le site de la librairie numérique sur la biodiversité.
En gras sont indiquées les espèces retenues, non synonymes ou classées par ailleurs.
- Cephalomanes acranthum (H.Ito) Tagawa (1950) - Îles Liu-Kiu - Synonyme : Trichomanes acranthum H.Ito
- Cephalomanes acrosorum (Copel.) Copel. (1938) - Nouvelle-Guinée - Voir Cephalomanes atrovirens f. acrosorum (Copel.) K.Iwats. - Synonyme : Trichomanes acrosorum Copel.
- Cephalomanes alatum C.Presl (1848) - Polynésie - Voir Cephalomanes atrovirens subsp. boryanum (Kunze) K.Iwats. - Synonymes : Trichomanes boryanum Kunze, Cephalomanes boryanum (Kunze) Bosch
- Cephalomanes apiifolium (C.Presl) K.Iwats. (1984) - Malaisie, Polynésie - Voir Callistopteris apiifolia (C.Presl) Copel. - Synonymes : Trichomanes apiifolium C.Presl, Trichomanes eminens C.Presl, Trichomanes meifolium Blume - non Bory, Trichomanes myrioplasium Kunze
- Cephalomanes asplenioides (C.Presl) C.Presl (1848) - Chine, Japon, Philippines - Voir Cephalomanes javanicum var. asplenioides (C.Presl) K.Iwats. - Synonymes : Cephalomanes laciniatum (Roxb.) DeVol in H.L.Li, Liu, T.C.Huang, T.Koyama & DeVol, Cephalomanes oblongifolium C.Presl, Trichomanes asplenioides C.Presl, Trichomanes javanicum var. asplenioides (C.Presl) C.Chr., Trichomanes laciniatum Roxb.
- Cephalomanes atrovirens C.Presl (1843) - Philippines, Nouvelle-Guinée - Cette espèce est l'espèce type du genre - Synonymes : Trichomanes atrovirens (C.Presl) Kunze, Trichomanes rhomboideum J.Sm.
  - Cephalomanes atrovirens f. acrosorum (Copel.) K.Iwats. (1991) - Nouvelle-Guinée - Synonymes : Cephalomanes acrosorum (Copel.) Copel., Trichomanes acrosorum Copel.
  - Cephalomanes atrovirens subsp. boryanum (Kunze) K.Iwats. (1991) - Polynésie - Synonymes : Cephalomanes boryanum (Kunze) Bosch,  Cephalomanes alatum C.Presl, Trichomanes boryanum Kunze
  - Cephalomanes atrovirens f. kingii (Copel.) K.Iwats. (1991) - Nouvelle-Guinée - Synonyme : Trichomanes kingii Copel.
- Cephalomanes auriculatum (Blume) Bosch (1859) - Japon, Chine, Asie tropicale - Voir Vandenboschia auriculata (Blume) Copel. - Synonymes : Trichomanes auriculatum Blume, Trichomanes dissectum J.Sm.
- Cephalomanes australicum Bosch (1861) - Voir Cephalomanes atrovirens subsp. boryanum (Kunze) K.Iwats. - Synonymes : Cephalomanes alatum C.Presl, Cephalomanes boryanum (Kunze) Bosch, Trichomanes australicum (Bosch) Copel., Trichomanes boryanum Kunze
- Cephalomanes bauerianum (Endl.) P.S.Green (1993) - Îles Norfolk et Lord howe. - Voir Callistopteris baueriana (Endl.) Copel. - Synonyme : Trichomanes bauerianum Endl.
- Cephalomanes boninense (Tagawa & K.Iwats.) K.Iwats. (1984) - Îles d'Ogasawara (îles Bonin) - Voir Abrodictyum boninense Tagawa & K.Iwats.
- Cephalomanes boryanum (Kunze) Bosch (1859) - Polynésie - Voir Cephalomanes atrovirens subsp. boryanum (Kunze) K.Iwats. - Synonymes :  Cephalomanes alatum C.Presl, Cephalomanes australicum Bosch, Trichomanes australicum (Bosch) Copel., Trichomanes alatum Bory, Trichomanes boryanum Kunze
- Cephalomanes brassii (Croxall) Bostock (1998) - Australie (Queensland) - Voir Abrodictyum brassii (Croxall) Ebihara & K.Iwats. - Synonyme : Macroglena brassii Croxall
- Cephalomanes caudatum (Brack.) Bostock (1998) - Australie (Nouvelle-Galles du Sud, Queensland), Polynésie (Tahiti), Nouvelle-Calédonie - Voir Abrodictyum caudatum (Brack.) Ebihara & K.Iwats. - Synonymes : Trichomanes caudatum Brack., Trichomanes milnei Bosch
- Cephalomanes clathratum (Tagawa) K.Iwats. (1985) - Taïwan - Voir Abrodictyum clathratum (Tagawa) Ebihara & K.Iwats.
- Cephalomanes crassum (Copel.) M.G.Price (1990) - Philippines - Synonyme : Trichomanes crassum Copel.
- Cephalomanes crispiforme (Alston) G.Kunkel (1963) - Voir Trichomanes crispiforme Alston
- Cephalomanes cumingii (C.Presl) K.Iwats. (1984) - Philippines, Moluques - Voir Abrodictyum cumingii C.Presl - Synonymes : Trichomanes cumingii (C.Presl) C.Chr., Trichomanes smithii Hook.
- Cephalomanes curvatum Bosch (1859) - Indonésie - Voir Cephalomanes javanicum (Blume) C.Presl - Synonymes : Cephalomanes rhomboideum Bosch, Cephalomanes singaporianum Bosch, Cephalomanes wilkesii Bosch, Cephalomanes zollingeri (Bosch) Bosch, Trichomanes borneense Alderw., Trichomanes javanicum Blume,Trichomanes singaporianum (Bosch) Alderw., Trichomanes zollingeri Bosch
- Cephalomanes densinervium (Copel.) Copel. (1938) - Nouvelle-Guinée - Synonyme : Trichomanes densinervium Copel.
- Cephalomanes dissectum (J.Sm.) Bosch (1859) - Chine, Japon, Asie tropicale - Voir Vandenboschia auriculata (Blume) Copel. - Synonymes : Trichomanes auriculatum Blume, Trichomanes dissectum J.Sm.
- Cephalomanes elegans (Rich.) K.Iwats. (1984) - Amérique tropicale - Voir Trichomanes elegans Rich. - Synonyme : Davalliopsis elegans (Rich.) Copel.
- Cephalomanes gemmatum (J.Sm.) K.Iwats. (1985) - Brésil - Voir Abrodictyum cellulosum (Klotzsch) Ebihara & Dubuisson - Synonymes : Trichomanes gemmatum J.Sm., Trichomanes cellulosum Klotzsch
- Cephalomanes grande (Copel.) K.Iwats. (1984) - Philippines, Bornéo, Nouvelle-Guinée - Voir Crepidomanes grande (Copel.) Ebihara & K.Iwats. - Synonymes : Nesopteris grandis (Copel.) Copel., Trichomanes grande Copel., Trichomanes millefolium C.Presl (pour partie), Trichomanes preslianum Nakai
- Cephalomanes javanicum (Blume) C.Presl (1848) - Chine, Indonésie, Japon, Philippines - Synonymes : Cephalomanes curvatum Bosch, Cephalomanes rhomboideum Bosch, Cephalomanes singaporianum Bosch, Cephalomanes wilkesii Bosch, Cephalomanes zollingeri (Bosch) Bosch, Lacostea javanica (Blume) Prantl, Lacostea rhomboidea (Bosch) Prantl, Lacostea singaporiana (Bosch) Prantl, Lacostea zollingeri(Bosch) Prantl, Trichomanes borneense Alderw., Trichomanes javanicum Blume[10],Trichomanes singaporianum (Bosch) Alderw., Trichomanes zollingeri Bosch
  - Cephalomanes javanicum var. asplenioides (C.Presl) K.Iwats. (1985) - Chine, Japon, Philippines - Synonymes : Cephalomanes asplenioides (C.Presl) C.Presl,  Cephalomanes laciniatum (Roxb.) DeVol in H.L.Li, Liu, T.C.Huang, T.Koyama & DeVol, Cephalomanes oblongifolium C.Presl, Trichomanes asplenioides C.Presl, Trichomanes javanicum var. asplenioides (C.Presl) C.Chr., Trichomanes laciniatum Roxb.
  - Cephalomanes javanicum var. sumatranum (Alderw.) K.Iwats. (1985) - Chine, Vietnam - Synonymes : Cephalomanes sumatranum (Alderw.) Copel., Trichomanes sumatranum Alderw.
- Cephalomanes kingii (Copel.) Copel. (1938) - Nouvelle-Guinée - Voir Cephalomanes atrovirens f. kingii (Copel.) K.Iwats. - Synonyme : Trichomanes kingii Copel.
- Cephalomanes laciniatum (Roxb.) DeVol in H.L.Li, Liu, T.C.Huang, T.Koyama & DeVol (1975) - Philippines, Moluques - Voir Cephalomanes javanicum var. asplenioides (C.Presl) K.Iwats. - Synonymes : Cephalomanes asplenioides C.Presl, Cephalomanes oblongifolium C.Presl,  Trichomanes javanicum var. asplenioides (C.Presl) C.Chr., Trichomanes laciniatum Roxb.
- Cephalomanes ledermannii (Brause) Copel. (1943) - Nouvelle-Guinée - Synonyme : Trichomanes ledermannii Brause
- Cephalomanes madagascariense Bosch (1859) - Madagascar - (Possible reclassement dans le genre Trichomanes)
- Cephalomanes meifolium (Bory ex Willd.) K.Iwats. (1984) - Madagascar, La Réunion, Malaisie, Polynésie - Voir Abrodictyum meifolium (Bory ex Willd.) Ebihara & K.Iwats. - Synonyme : Trichomanes meifolium Bory ex Willd.
- Cephalomanes oblongifolium C.Presl (1848) - Indonésie - Voir Cephalomanes javanicum var. asplenioides (C.Presl) K.Iwats. - Synonymes : Cephalomanes asplenioides (C.Presl) C.Presl, Cephalomanes laciniatum (Roxb.) DeVol in H.L.Li, Liu, T.C.Huang, T.Koyama & DeVol, Trichomanes asplenioides C.Presl, Trichomanes javanicum var. asplenioides (C.Presl) C.Chr., Trichomanes laciniatum Roxb.
- Cephalomanes obscurum (Blume) K.Iwats. (1985) - Nouvelle-Guinée, Bornéo - Voir Abrodictyum obscurum (Blume) Ebihara & K.Iwats. - Synonymes : Didymoglossum longisetum C.Presl, Didymoglossum obscurum (Blume) Hassk., Selenodesmium obsucrum (Blume) Copel., Selenodesmium saxatile (Backh. ex Moore) Parris, Trichomanes englerianum Brause, Trichomanes latipinum Copel., Trichomanes obscurum Blume, Trichomanes papillatum Müll.Berol., Trichomanes racemulosum Bosch, Trichomanes saxatille Brackh. ex Moore
  - Cephalomanes obscurum var. siamense (Christ) K.Iwats. (1985) - Koh Chang (Thaïlande), Guangxi (Chine) - Voir Abrodictyum obscurum var. siamense (Christ) Ebihara & K.Iwats. - Synonymes : Selenodesmium siamense (Christ) Ching & Chu H.Wang, Trichomanes siamense Christ
- Cephalomanes rhomboideum Bosch (1859) - Indonésie - Voir Cephalomanes javanicum (Blume) C.Presl - Synonymes : Cephalomanes curvatum Bosch, Cephalomanes singaporianum Bosch, Cephalomanes wilkesii Bosch, Cephalomanes zollingeri (Bosch) Bosch, Lacostea javanica (Blume) Prantl, Lacostea rhomboidea (Bosch) Prantl, Lacostea singaporiana (Bosch) Prantl, Lacostea zollingeri(Bosch) Prantl, Trichomanes borneense Alderw., Trichomanes javanicum Blume, Trichomanes singaporianum (Bosch) Alderw., Trichomanes zollingeri Bosch
- Cephalomanes rigidum (Sw.) K.Iwats. (1984) - Inde, Afrique australe et tropicale, Amérique tropicale, Caraïbe - Voir Abrodictyum rigidum (Sw.) Ebihara & Dubuisson - Synonyme : Trichomanes rigidum Sw.
- Cephalomanes setigerum (Backh.) I.M.Turner (1995) - Bornéo - Voir Abrodictyum setaceum (Bosch) Ebihara & K.Iwats. - Ssynonymes : Trichomanes merrillii Copel., Trichomanes setaceum Bosch, Trichomanes setigerum Backh.
- Cephalomanes singaporianum Bosch (1859) - Bornéo, Malaisie péninsulaire - Voir Cephalomanes javanicum (Blume) C.Presl - Synonymes : Cephalomanes curvatum Bosch, Cephalomanes rhomboideum Bosch, Cephalomanes wilkesii Bosch, Cephalomanes zollingeri (Bosch) Bosch, Lacostea javanica (Blume) Prantl, Lacostea rhomboidea (Bosch) Prantl, Lacostea singaporiana (Bosch) Prantl, Lacostea zollingeri(Bosch) Prantl, Trichomanes borneense Alderw., Trichomanes javanicum Blume, Trichomanes singaporianum (Bosch) Alderw., Trichomanes zollingeri Bosch
- Cephalomanes sumatranum (Alderw.) Copel. (1938) - Chine, Vietnam - Voir Cephalomanes javanicum var. sumatranum (Alderw.) K.Iwats. - Synonyme : Trichomanes sumatranum Alderw.
- Cephalomanes superbum (Backh. ex T.Moore) I.M.Turner (1995) - Bornéo, Malaisie - Voir Callistopteris superba (Backh. ex T.Moore) Ebihara & K.Iwats. - Synonyme : Trichomanes superbum Backh. ex T.Moore
- Cephalomanes thysanostomum (Makino) K.Iwats. (1985) - Archipel Nansei - Voir Crepidomanes thysanostomum (Makino) Ebihara & K.Iwats. - Synonyme : Trichomanes thysanostomum Makino
- Cephalomanes wilkesii Bosch (1861) - Indonésie - Voir Cephalomanes javanicum (Blume) C.Presl - Synonymes : Cephalomanes curvatum Bosch, Cephalomanes rhomboideum Bosch, Cephalomanes singaporianum Bosch, Cephalomanes zollingeri (Bosch) Bosch, Lacostea javanica (Blume) Prantl, Lacostea rhomboidea (Bosch) Prantl, Lacostea singaporiana (Bosch) Prantl, Lacostea zollingeri(Bosch) Prantl, Trichomanes borneense Alderw., Trichomanes javanicum Blume,Trichomanes singaporianum (Bosch) Alderw., Trichomanes zollingeri Bosch
- Cephalomanes zollingeri (Bosch) Bosch (1859) - Indonésie - Voir Cephalomanes javanicum (Blume) C.Presl - Synonymes : Cephalomanes curvatum Bosch, Cephalomanes rhomboideum Bosch, Cephalomanes singaporianum Bosch, Cephalomanes wilkesii Bosch, Lacostea javanica (Blume) Prantl, Lacostea rhomboidea (Bosch) Prantl, Lacostea singaporiana (Bosch) Prantl, Lacostea zollingeri(Bosch) Prantl, Trichomanes borneense Alderw., Trichomanes javanicum Blume,Trichomanes singaporianum (Bosch) Alderw., Trichomanes zollingeri Bosch